# Myosotis solange
Myosotis solange är en strävbladig växtart som beskrevs av Werner Rodolfo Greuter och Zaffran. Myosotis solange ingår i släktet förgätmigejer, och familjen strävbladiga växter. Inga underarter finns listade i Catalogue of Life.